# Friedrichroda
És una ciutat al districte de Gotha, Estat de Turingia, a Alemania. Està situada a l'extrem septentrional del Bosc de Turingia, a 21 km en tren de la ciutat de Gotha. A l'any 2003, la poblaven unes 5.446 persones. El poble està envoltat per muntanyes cobertes d'avets i comprèn un important número de belles cases quintes, un Kurhaus i un sanatori. Prop hi ha el preciós seient de caça ducal de Reinhardsbrunn, construït sobre las runes del famós monestir benedictí fundat a l'any 1085.